# Parotis chlorochroalis
Parotis chlorochroalis is een vlinder uit de familie van de grasmotten (Crambidae), uit de onderfamilie van de Spilomelinae. De wetenschappelijke naam van deze soort is voor het eerst voorgesteld als Glyphodes chlorochroalis door George Francis Hampson in een publicatie uit 1912. De spanwijdte van het mannetje bedraagt 30 millimeter en van het vrouwtje bedraagt 34 millimeter.
De soort komt voor in Nigeria, Kameroen, Congo-Kinshasa en Kenia.